# Palpalá megye
Palpalá egy megye Argentínában, Jujuy tartományban. A megye székhelye Palpalá.

## Települések
Önkormányzatok és települések (Municipios)
- Altos Hornos Zapla
- Centro Forestal
- Carahunco
- El Algarrobal
- Las Capillas
- El Cucho
- Los Blancos
- Mina 9 de Octubre
- Palpalá
- Río Blanco
- Villa Palpalá